# 范之杰
范之杰（1872年—1957年），别名范询炎，字俊臣（一作俊丞），又字瘖公，别号历山农、佞苏居士、悔道人。山东济南人。

## 生平
范之杰是北宋文学家、政治家范仲淹三十世孙，清同治十年春（1872年）生于道墟范家溇祖宅。光绪二十九年（1903年）癸卯科中进士，殿试列二甲第十一名，同年闰五月，改翰林院庶吉士。光绪三十二年（1906年）散館授翰林院编修。宣统三年（1911年）任山东高等学堂校长。
中华民国成立后，他历任山东提法使、都督府秘书，江西高等检察厅厅长、湖北高等审判厅厅长、烟酒税务局长、山东民政厅视察员以及黄河水利委员会专门委员兼总务处长等职位。中华人民共和国成立后，在上海闲居，1956年被聘为上海文史研究馆馆员，次年病逝。
擅书法，尤以“苏东坡体”著名。

## 著作
- 《苏东坡生平》
- 《易经注解》
- 《范氏书法》
- 《诗集》